# Міра Лебега
Міра Лебе́га на {\displaystyle \mathbb {R} ^{n}} — міра, що є розширенням міри Жордана на ширший клас множин, була введена Лебегом в 1902 році.

## Побудова міри на прямій

### Зовнішня міра
Для довільної підмножини {\displaystyle \ E} числової прямої можна знайти довільну кількість різних систем скінченної чи зліченної кількості інтервалів, об'єднання яких містить множину {\displaystyle \ E}. Назвемо такі системи покриттями. Сума довжин інтервалів, що входять в покриття, є невід'ємною і обмежена знизу, отже множина довжин всіх покриттів має точну нижню грань. Ця грань, залежить тільки від множини {\displaystyle \ E}, і називається зовнішньою мірою:
{\displaystyle m^{*}E=\inf \left\{\sum _{i}\Delta _{i}\right\}.}
Варіанти позначення зовнішньої міри:
{\displaystyle m^{*}E=\varphi (E)=|E|^{*}.}
Очевидно, що зовнішня міра довільного інтервала збігається з його довжиною.

### властивості зовнішньої міри
- {\displaystyle E_{1}\subseteq E_{2}\Longrightarrow m^{*}E_{1}\leqslant m^{*}E_{2}.}
- {\displaystyle E=\bigcup _{k=1}^{\infty }E_{k}\Longrightarrow m^{*}E\leqslant \sum _{k=1}^{\infty }m^{*}E_{k}.}
- {\displaystyle \forall E,\;\varepsilon >0\;\exists G\supseteq E\colon m^{*}G\leqslant m^{*}E+\varepsilon }, де {\displaystyle G} — відкрита множина. Дійсно, достатньо як {\displaystyle G} взяти суму інтервалів, що утворюють покриття {\displaystyle E}, таку що {\displaystyle \sum _{i}\Delta _{i}\leqslant m^{*}E+\varepsilon }. Існування такого покриття випливає з визначення точної нижньої грані.

### Внутрішня міра
Якщо множина {\displaystyle \ E} обмежена, то внутрішньою мірою множини {\displaystyle \ E} називається різниця між довжиною сегмента {\displaystyle [a,\;b]}, що містить {\displaystyle \ E} та зовнішньою мірою доповнення {\displaystyle \ E} в {\displaystyle [a,\;b]}:
{\displaystyle m_{*}E=(b-a)-m^{*}([a,\;b]\setminus E).}
Для необмежених множин, {\displaystyle \ m_{*}E} визначається як точна верхня грань {\displaystyle (b-a)-m^{*}([a,\;b]\setminus E)} по всіх відрізках {\displaystyle [a,\;b]}.

## Вимірні множини
Множина називається вимірною за Лебегом, якщо її зовнішня і внутрішня міри однакові. Тоді їх спільне (однакове) значення називається мірою множини за Лебегом і позначається {\displaystyle mE,\;\mu E,\;|E|} чи {\displaystyle \ \lambda (E)}.

### Приклад невимірної множини
- Множина Віталі — історично перший приклад множини, що не має міри Лебега (невимірна множина). Цей приклад опублікував у 1905 році італійський математик Джузеппе Віталі.

Побудова невимірної множини на відрізку була б неможлива без прийняття аксіоми вибору (не можна було б допускати можливість вибирати представника в кожному класі еквівалентності).